# 埃根费尔登
埃根费尔登是德国巴伐利亚州的一个市镇。总面积44.34平方公里，总人口12908人，其中男性6283人，女性6625人（2011年12月31日），人口密度291人/平方公里。